# قشلاق اخمود وسطی (کلیبر)
قشلاق اخمود وسطی یکی از روستاهای استان آذربایجان شرقی است که در دهستان قشلاق بخش آبش‌احمد شهرستان کلیبر واقع شده‌است.